# Shu-ilishu
Shu-ilishu ou Šu-ilišu est le deuxième roi de la Ire dynastie d'Isin, en Mésopotamie. Les dates de son règne se situent vers 1984-1975 av. J-C et il semble avoir été contemporain de Bilalama d'Ešnunna. Il succède à Ishbi-Erra (vers 2017-1984 av. J-C).
Son règne est marqué par le retour de la statue du dieu Nanna depuis Anšan et par le rassemblement de l'ancienne population d'Our. Ces gestes contribuent à asseoir la légitimité de la nouvelle dynastie.